# Giulio Boschi
Giulio Boschi (2 de março de 1838 - 15 de maio de 1920) foi cardeal italiano da Igreja Católica Romana que serviu como arcebispo de Ferrara de 1900 a 1919, e foi elevado ao cardinalato em 1901.

## Biografia
Boschi nasceu em Perugia, como o mais novo dos onze filhos de Francesco e Giusseppa (née Mancini) Boschi. Seus irmãos incluíam: Assunta (1813), Gaspare (1816), Piera (1818), Flora (1820), Giovanni (1823), Alessandro (1826), Ferdinando (n. 1828), Vincenzo (n. 1831), Cesare (n. 1832) e Nicola (n. 1835). Ele recebeu sua primeira Comunhão e o Sacramento da Confirmação do Arcebispo Gioacchino Pecci .
Boschi estudou no seminário em Perugia antes de ser ordenado ao sacerdócio pelo arcebispo Pecci em 25 de maio de 1861. Ele então foi para Roma para estudar na Pontifícia Universidade Gregoriana, onde obteve um doutorado em teologia. Após seu retorno a Perugia, Boschi fez trabalho pastoral na Catedral , e serviu como mestre de cerimônias episcopal , missionário apostólico , examinador sinodal e penitenciário canônico . Ele foi feito Arcipreste do Capítulo da Catedral em novembro de 1878 e Prelado nacional de Sua Santidade em agosto de 1880.
Em 1 de junho de 1888, Boschi foi nomeado bispo de Todi pelo papa Leão XIII, ex-arcebispo Dom Pecci. Ele recebeu sua consagração episcopal no dia 11 de junho do cardeal Carlo Laurenzi em Roma. Posteriormente foi nomeado bispo de Senigallia em 29 de novembro de 1895 e promovido a arcebispo de Ferrara em 19 de abril de 1900.
O Papa Leão XIII nomeado Cardeal-presbítero de São Lourenço em Panisperna no consistório de 15 de abril de 1901. Boschi foi um dos cardeais eleitores do conclave de 1903, que escolheu o Papa Pio X, e foi nomeado Bispo de Comacchio , além de seu cargo em Ferrara , em 7 de janeiro de 1909. Mais tarde, ele participou do conclave de 1914, que resultou na eleição do Papa Bento XV. Em 1919, renunciou ao cargo de Bispo de Comacchio e de Arcebispo de Ferrara (7 de janeiro). Boschi foi nomeado cardeal-bispo de Frascati em 3 de julho do mesmo ano, e o Camerlengo do Sacro Colégio dos Cardeais, em 8 de março de 1920, permanecendo em ambos os postos até sua morte.
O cardeal Boschi morreu em Roma aos 82 anos. Seu funeral foi realizado na igreja de S. Ignazio quatro dias depois, em 19 de maio de 1919, e foi enterrado na capela da Basílica de São Pedro, no cemitério de Campo Verano.

## Link Externo
- Cardinals of the Holy Roman Church
- Catholic-Hierarchy [self-published]
- Biography of the Cardinal Giulio BOSCHI